# Kai Erik Herlovsen
Kai Erik Herlovsen (ur. 25 września 1959 we Fredrikstadzie) – norweski piłkarz występujący na pozycji obrońcy. Ojciec piłkarki Isabell Herlovsen.

## Kariera klubowa
Herlovsen karierę rozpoczynał w 1979 roku w drugoligowym Fredrikstadzie. W sezonie 1979 awansował z zespołem do 1. Divisjon. W sezonie 1981 zajął z nim 4. miejsce w tych rozgrywkach. Pod koniec 1982 roku przeszedł do niemieckiej Borussii Mönchengladbach. W Bundeslidze zadebiutował 19 lutego 1983 w przegranym 1:2 meczu z Fortuną Düsseldorf. 9 marca 1985 w zremisowanym 1:1 pojedynku z Bayerem 04 Leverkusen strzelił pierwszego gola w Bundeslidze. W sezonach 1983/1984 oraz 1986/1987 zajmował z Borussią 3. miejsce w Bundeslidze. W 1989 roku wrócił do Fredrikstadu, grającego w drugiej lidze. W 1990 roku zakończył karierę.

## Kariera reprezentacyjna
W reprezentacji Norwegii Herlovsen zadebiutował 28 kwietnia 1982 zremisowanym 1:1 meczu Mistrzostw Nordyckich z Finlandią. W 1984 roku znalazł się w kadrze na Letnie Igrzyska Olimpijskie, zakończone przez Norwegię na fazie grupowej. W latach 1982–1988 w drużynie narodowej rozegrał 28 spotkań.